# Ogcodes nigripes
Ogcodes nigripes este o specie de muște din genul Ogcodes, familia Acroceridae. A fost descrisă pentru prima dată de Zetterstedt în anul 1838. Conform Catalogue of Life specia Ogcodes nigripes nu are subspecii cunoscute.